# Lockheed L-14 Super Electra
Lockheed L-14 Super Electra – samolot pasażerski i transportowy przedsiębiorstwa Lockheed zaprojektowany w późnych latach 30. XX wieku. Stworzona na bazie modelu L-10 Electra, Super Electra stała się jednym z popularniejszych samolotów pasażerskich okresu poprzedzającego wybuch II wojny światowej. W czasie wojny na jej podstawie stworzono samolot bombowo-patrolowy Lockheed Hudson. Jednym z najbardziej znanych użytkowników samolotu był premier Wielkiej Brytanii Neville Chamberlain.

## Historia

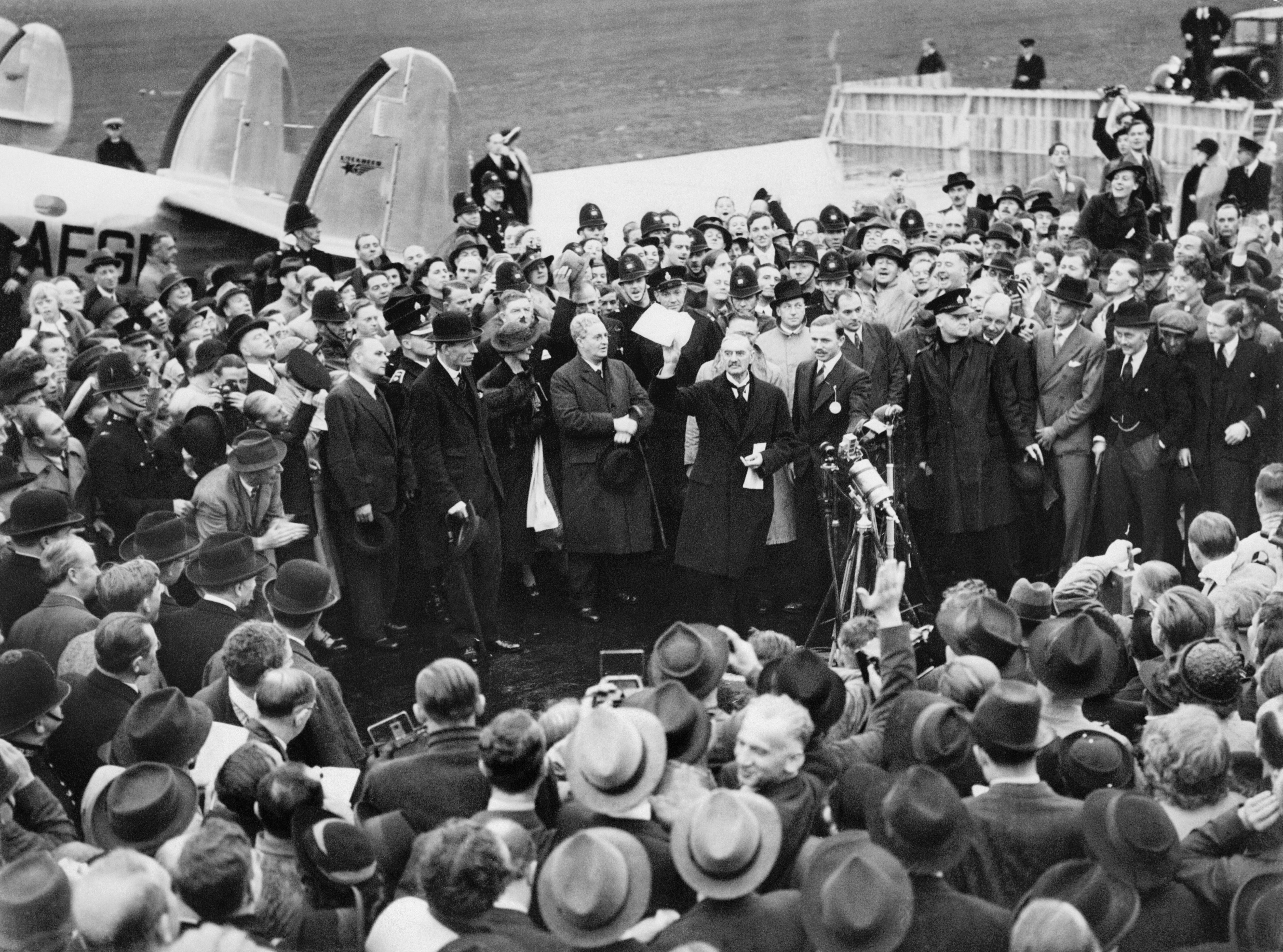
Neville Chamberlain na lotnisku Heston po powrocie z Monachium, 30 września 1938 – w tle ogon Lockheeda Electry o numerze G-AFGN

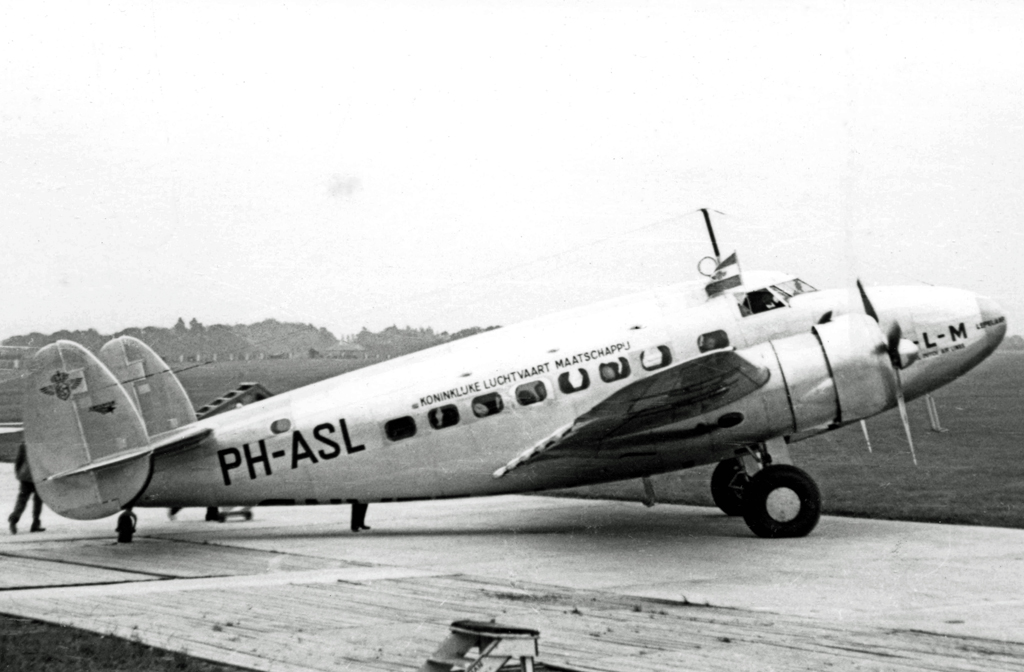
Super Electra towarzystwa KLM, 1938

Projekt samolotu Lockheed Model 14 Super Electra został stworzony przez Dona Palmera z zakładów Lockheeda w Burbank. Super Electra była w zasadzie powiększoną wersją samolotu Lockheed L-10 Electra tego samego producenta, z liczbą miejsc siedzących zwiększoną z 10 do 14 (stąd numeracja). Maszyna powstała jako odpowiedź na wprowadzenie na rynek samolotów pasażerskich Douglas DC-2 oraz Boeing 247. Oblot prototypu odbył się 29 lipca 1937, za sterami zasiadł Marshall Headle.
Początkowo samolot oferowano w wersji z dwoma silnikami gwiazdowymi Pratt & Whitney R-1690 Hornet, z czasem wprowadzono możliwość zamontowania mocniejszych silników Wright R-1820 Cyclone.

## Produkcja i warianty
W sumie w latach 1937–1940 zakłady Lockheeda zbudowały 114 egzemplarzy Modelu 14 w różnych wersjach wyposażenia. Licencyjną produkcję uruchomiły w Japonii zakłady Tachikawa, które zbudowały w sumie 119 maszyn oznaczonych jako „Tachikawa LO” (w czasie II wojny światowej alianci nadali maszynie kod rozpoznawczy „Thelma”). Kolejne 121 sztuk w wersji transportowej zbudowały zakłady Kawasaki pod marką Kawasaki Typ 1. Wersja tego producenta różniła się od oryginału wydłużonym o 1,4 m kadłubem oraz większymi drzwiami załadunkowymi w boku kadłuba.

## Lockheed Super Electra w Polsce
Od 1936 Polskie Linie Lotnicze LOT użytkowały kilka maszyn Lockheed L-10 Electra. W 1937 zdecydowano się na zakup 10 maszyn nowej, powiększonej wersji. Pierwsze pięć maszyn przypłynęło do Polski na pokładzie transatlantyków MS Batory i MS Piłsudski w kwietniu i maju 1938. Maszyny zmontowano na lotnisku w Rumi.
Władze spółki postanowiły wykorzystać zakup nowoczesnego samolotu propagandowo. Zdecydowano, że ostatnia z maszyn zostanie sprowadzona z fabryki w Burbank do Warszawy drogą lotniczą. Według ówczesnej prasy, z uwagi na kosztowny transport morski, wiążący się też z możliwościami uszkodzeń i korozji, „dyrekcja LOTU zdecydowała wypróbować jedyną właściwą drogę dla transportu samolotów komunikacyjnych, tj. powietrze”. Lot odbył się w maju 1938 roku. Załoga w składzie: Wacław Makowski (dyrektor LOT i pierwszy pilot), Zbigniew Wysiekierski (drugi pilot), Szymon Piskorz (mechanik), Alfons Rzeczewski (radiooperator, został w Cristobal) oraz Jerzy Krassowski (kierownik ruchu) wystartowała fabrycznie nowym samolotem z Burbank w Kalifornii 13 maja 1938. Przez Mazatlán, Meksyk, Gwatemalę, France Field w Panamie, Limę, Santiago, Buenos Aires i Rio de Janeiro maszyna dotarła do Natalu w Brazylii. Stamtąd w 11 godzin i 10 minut załoga przekroczyła Atlantyk i wylądowała w Dakarze, pokonując dystans 3070 kilometrów w rekordowym czasie bez międzylądowań. Następnie trasa wiodła przez Casablankę, Tunis i Rzym, skąd samolot dotarł 5 czerwca bezpośrednio na lotnisko Okęcie w Warszawie. W sumie podczas przelotu z Kalifornii do Polski maszyna spędziła w powietrzu 85 godzin 2 minuty, pokonując 24 850 km. Samolot pokonał Andy i dwukrotnie równik. Załoga była dobrana pod kątem zebrania doświadczeń, także z zakresu organizacji lotnictwa w USA. Samolot zabrał również pocztę lotniczą z Ameryki Południowej. Przelot miał znaczenie reklamowe i propagandowe, ale także miał być przygotowaniem do rozpoczęcia w 1940 regularnych lotów transatlantyckich. Plany te pokrzyżował wybuch II wojny światowej.
Wkrótce potem LOT stracił dwie maszyny: SP-BNG rozbił się 22 lipca 1938 pod Câmpulung w Rumunii, a SP-BNJ spłonął na lotnisku w Bukareszcie niedługo później. By uzupełnić straty, w maju 1939 sprowadzono do Polski kolejne cztery Super Electry. W czasie wojny obronnej 1939 wszystkie samoloty Lockheed Electra zostały zmobilizowane przez Wojsko Polskie i wykonywały loty kurierskie i zaopatrzeniowe. Następnie cztery z nich ewakuowano do Rumunii, gdzie zostały internowane. Jedna maszyna została internowana w Tallinie w Estonii. Pozostałe trzy samoloty tego typu (SP-BPM, SP-LMK i SP-BNF) ewakuowano do Francji, gdzie służyły jako samoloty łącznikowe dla polskiej dyplomacji. SP-BPM został zniszczony podczas ataku Niemiec na Francję w czerwcu 1940, zaś SP-LMK i SP-BNF odleciały do Wielkiej Brytanii. Tam planowano ich przebudowę na samoloty do zrzutów cichociemnych, jednak ostatecznie wycofano się z pomysłu i obie maszyny przejęły na własność linie BOAC.

## Opis
Samolot całkowicie metalowy, kadłub o konstrukcji skorupowej, z pokryciem pracującym. Skrzydło jednodźwigarowe, trzyczęściowe: centropłat z gondolami silników stanowiący całość z kadłubem oraz konsole zewnętrzne. Skrzydła wyposażone w klapy Fowlera. Silniki okryte okapotowaniem NACA. Śmigła trójłopatowe Hamilton Standard, samoczynnie nastawne. Cztery zbiorniki paliwa w skrzydłach.
Kabina pasażerska miała wysokość 1,9 m i szerokość 1,65 m, wyłożona materiałem izolującym i wyposażona w fotele obrotowe z regulowanymi oparciami. Samolot zabierał 11 pasażerów i trzy osoby załogi (pilota, radiooperatora i stewarda lub mechanika pokładowego).
Podwozie klasyczne, chowane hydraulicznie do gondoli silników, koła zaopatrzone w hamulce tarczowe.
Z silnikami Pratt & Whitney o mocy nominalnej 750 KM i startowej 850 KM, prędkość maksymalna wynosiła 392 km/h na wysokości 1700 m, a prędkość podróżna 360 km/h na wysokości 3660 m (przy 69% mocy).